# Johan Fjord Jensen
Rasmus Johan Fjord Jensen (17. december 1928 i Kenya – 21. december 2005) var en dansk litteraturhistoriker og kulturforsker, professor i litteraturhistorie ved Aarhus Universitet 1974-92. Fjord Jensen skrev markante bidrag inden for flere forskellige af sin tids teoretiske strømninger indenfor de sproglige og æstetiske fagligheder. Det er blevet sagt at hans introduktionsbog Den ny kritik (om den litteraturteoretiske retning nykritik) (1962) var ”det centrale skrift i overgangen fra den biografiske litteraturskrivning” til nykritikken.
Fjord Jensen var hovedmand i Dansk litteraturhistorie 1-9 (1984-85), hvori næsten 50 forskere anlagde et historisk-materialistisk perspektiv på litteraturens samspil med sit omgivende samfund. Fjord Jensen var medstifter af en lang række forsknings- og formidlingsinitiativer, deriblandt tidsskriftet Kritik i 1967 sammen med Aage Henriksen.
Han er begravet på Nordre Kirkegård i Aarhus.